# Садово (Західнопоморське воєводство)
Садово (пол. Sadowo) — село в Польщі, у гміні Мірославець Валецького повіту Західнопоморського воєводства.
У 1975-1998 роках село належало до Пільського воєводства.